# أحمد الجهاني
أحمد الجهاني (مواليد 1951 ، مصراتة) قانوني جنائي , ومندوب ليبيا لدى المحكمة الجنائية الدولية , من مدينة بنغازي.

## المؤهل العلمي
ليسانس حقوق سنة الحصول عليه 1974ف من ليبيا , دبلوم سنة 1976ف في القانون الجنائي من جامعة روما الإيطالية , المؤهل الثالث الدكتوراة سنة الحصول عليها 1980ف من كلية القانون جامعة روما إيطاليا .

## التخصص العلمي
- قانون جنائي ( إجراءات جنائية ).

## الوظيفة الحالية
عضو هيئة تدريس جامعي بجامعة بنغازي .